# El regalo de Silvia
El regalo de Silvia és una pel·lícula en coproducció hispano-xilena del 2003 dirigida per Dionisio Pérez Galindo i protagonitzada per Bárbara Goenaga i Luis Tosar.

## Sinopsi
Silvia és una adolescent que ha pres la decisió de llevar-se la vida per tal de donar els seus òrgans, cor, còrnies i fetge, a tres persones anònimes. Abans de fer-ho, grava un vídeo-diari on grava les seves confessions més íntimes del darrer any. El cor el rep Carlos, un pare de família de mitjana edat amb un futur laboral incert. Les còrnies les rep Inés, una noia cega de naixement. I el fetge el rep Mateo, un jove que viu al límit de la llei, Per a tots ells això suposa començar una nova vida. Però perquè Sílvia va prendre aquesta decisió ? El vídeo diari es mostra alhora que la vida quotidiana dels tres receptors, i poc a poc s'entreveuen les respostes.

## Repartiment
- Bárbara Goenaga (Silvia)
- Luís Tosar (Carlos)
- Víctor Clavijo (Mateo)
- Adriana Domínguez (Inés)
- María Bouzas (Conchi)
- Pablo Galán (Rubén)
- Katyna Huberman (Macarena)
- Ginés García Millán (Román)
- Miguel de Lira (Iñaki)
- Víctor Mosqueira (Juan)
- Nerea Piñeiro (Rebeca)
- Iria Pereira (Laura)
- Isabel Naveira (Isabel)
- Marcos Orsi (Directivo)
- Rosa Álvarez (Rosa)
- Ernesto Chao (Encargado)
- Fely Manzano (Hortensia)
- Manuel Areoso